# Laccophilus demoflysi
Laccophilus demoflysi là một loài bọ cánh cứng trong họ Bọ nước. Loài này được Normand miêu tả khoa học năm 1938.